# St. Martinus (Borr)

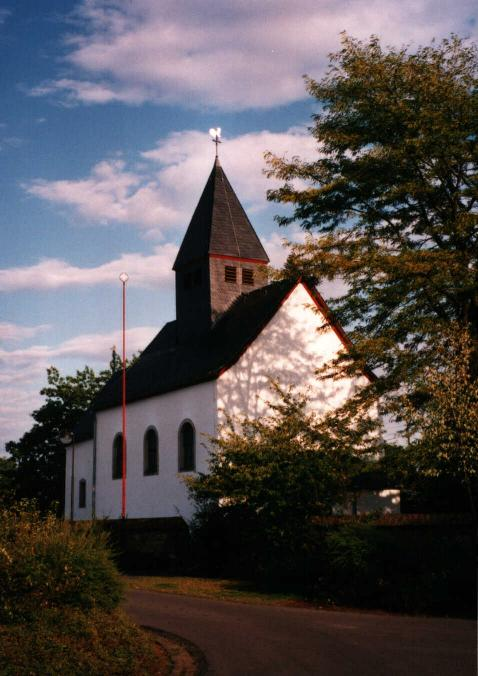
Pfarrkirche St. Martinus

Die katholische Pfarrkirche St. Martinus ist ein denkmalgeschütztes Kirchengebäude in Borr / Scheuren, einem Stadtteil von Erftstadt im Rhein-Erft-Kreis (Nordrhein-Westfalen).

## Lage
Die Kirche steht auf einem aufgelassenen Kirchhof, auf dem noch einige Grabsteine erhalten sind. Sie wird durch die Kirchhofsmauer von den vorbeiführenden Straßen getrennt.

## Baugeschichte
Das Martinspatrozinium verweist auf eine Gründung in fränkischer Zeit. Die Kirche ist wohl aus einer Eigenkirche hervorgegangen.
Die heutige Kirche gehört zu den frühen Steinkirchen, die im 11. Jahrhundert, in der Zeit der Romanik entstanden. Große Teile der alten Außenmauern bestehen aus Bruchsteinen, Tuff und zweitverwendetem römischen Baumaterial. Zum Bau der Friedhofsmauer wurden Gussblöcke der römischen Eifelwasserleitung verwendet.
Nach dem niederländischen Krieg, wie auch 50 Jahre später nach dem Hessenkrieg mussten entstandene Schäden repariert werden.
Das Portal aus Eichenholz wurde 1656 an die heutige Stelle verlegt. In dieser Zeit wurden auch die Rund- und Stichbogenfenster eingebaut und der Dachreiter ausgebessert. Die Vorhalle und der als Sakristei dienende Chorabschluss wurden 1701 in Backstein angebaut. 1786 erhielten die Fenster neue Werksteinfassungen, und die Kirche erhielt eine neue Ausstattung.
Die Kirche wurde nach dem Zweiten Weltkrieg mehrmals restauriert, die letzte Grundsanierung wegen Feuchtigkeitsschäden fand 1988–1989 statt.

## Baubeschreibung und Ausstattung
Die kleine weiß verputzte Kirche besteht aus einem Saalbau, einem schmäleren dreiseitig geschlossenen aus der Achse leicht nach Süden abweichenden Chor und einem Windfang vor dem Portal. Das Langhaus hat drei Rundbogenfenster an jeder Seite. Der quadratische Dachreiter hat ein Pyramidendach, das von Kreuz und Wetterhahn gekrönt wird.
Im Innern ist die Kirche in einfachem barocken Stil gehalten mit einer flachen Stuckdecke im Langhaus, einem Tonnengewölbe im Chor und einer hölzernen Westempore. Die Kanzel gehört noch zur Ausstattung von 1786/87. In der rechteckigen Chorwand wurden auf beiden Seiten des Altars Türen angebracht, die in die Sakristei führen. Die im oberen Teil vergitterten Türen wurden als Beichtstühle benutzt.
Die Mensa des Hochaltars aus dem Jahre 1866 wurde von Bischof Johannes Baudri konsekriert, wie aus dem Chronogramm hervorgeht: IOHANNES BAVDRI EPISCOPVS CONSECRATOR PRIMI ALTARIS. Der Altaraufbau besteht aus einem Viersäulenaltar mit der Kopie einer spätgotischen Kreuzigungsgruppe. Im Langhaus stehen in seitlichen Nischen barocke Statuen der Madonna mit Kind und des heiligen Matthias, im Chor barocke Figuren des heiligen Dominikus und der heiligen Brigida von Kildare. Eine Turmmonstranz, eine Dürener Goldschmiedearbeit, stammt aus dem Jahre 1547.
Am 16. September 2018 wurde die erste Orgel in der Kirche eingeweiht. Sie wurde bei einer Zollauktion ersteigert und hat 508 Pfeifen.

## Glocken
Im Dachreiter hängen drei Glocken. Die älteste Marienglocke wurde 1605 von Kerstgen von Unkel gegossen. Sie war zersprungen, doch sie konnte 1957 repariert und der ursprüngliche Klang wiederhergestellt werden. 1785 wurde eine weitere Marienglocke von Peter Legros gegossen. Die 1721 von Gottfried Dinkelmeyer aus Köln gegossene Martinusglocke wurde 1881 von Christian Claren aus Sieglar umgegossen. Die beiden 1942 requirierten Glocken kamen 1947 unversehrt zurück.